# Кайдалов, Вячеслав Андреевич
Вячесла́в Андре́евич Кайда́лов (17 мая 1937, Киров (Кировская область) — 11 мая 2007) — советский и российский философ

, специалист в области диалектики, онтологии, теории познания и философии образования. Доктор философских наук (1983), профессор (1986), заведующий кафедрой философии и религиоведения Пермского политехнического университета. Заслуженный работник культуры РСФСР (1984).

## Биография
С 1942 года жил г. Молотове, в 1954 году окончил с золотой медалью школу № 11 (ныне гимназия им. Дягилева) . Обучался на философском факультете Московского государственного университета имени М. В. Ломоносова.
В августе 1960 года после окончания МГУ был распределён на работу в Пермский политехнический институт, где прошёл путь от ассистента до профессора кафедры философии (заведующий с сентября 1966 года). В 1968 году защитил диссертацию «Категория самодвижения и некоторые методологические проблемы современной физики» на соискание учёной степени кандидата философских наук. В 1983 году защитил докторскую диссертацию «Диалектико-материалистическая концепция самодвижения и её современные проблемы».
Благодаря активной научной деятельности В. А. Кайдалова и его коллег (на кафедре философии и религиоведения ППИ — ПГТУ при нём работали 3 доктора и 10 кандидатов наук) кафедра стала одним из известных научных центров России. В 1980—2000-е годы преподавателями кафедры было защищено 4 докторских и 32 кандидатских диссертаций, лично В. А. Кайдалов подготовил 9 кандидатов наук. Как заведующий кафедрой большое внимание уделял перестройке преподавания философии, широко применял активные формы обучения: проблемное чтение лекций, диалог, диспут. Был членом президиума Пермского научного центра УрО РАН и членом гуманитарного совета УрО РАН.
Председатель оргкомитета 8 всесоюзных и республиканских (межвузовских) конференций, неоднократно выступал официальным оппонентом на защитах докторских и кандидатских диссертаций. Был ответственным редактором 15 сборников научных трудов; участником около 70 международных, союзных, республиканских и региональных конференций и семинаров. Возглавлял диссертационный совет К.212.188.03 при ПГТУ, являлся заместителем председателя диссертационного межрегионального Совета Д.212.189.03.
Отмечен знаком «За отличные успехи в работе» в области высшего образования и серебряной медалью ВДНХ СССР, награждён двумя медалями ордена «За заслуги перед Отечеством», почётными грамотами Пермской области (1997) и Министерства образования РФ (2002). Ему присвоено почетное звание заслуженного работника культуры России (1984). Действительный член Международной академии наук педагогического образования, Российской Академии социальных наук (1993), Академии гуманитарных наук (1994), Общенациональной академии знаний (1995), Международной академии интегративной антропологии (1996) и Академии творческой педагогики.
Автор и соавтор около 200 научных публикаций, в том числе 2 монографий и 10 коллективных монографий, изданных в Москве, Санкт-Петербурге и Томске.
В Перми на ул. Луначарского на здании гимназии № 11, научным руководителем которой был В. А, Кайдалов установлена мемориальная доска учёному.

## Научная деятельность
Научная деятельность В. А. Кайдалова связана с разработкой фундаментальных проблем философской науки: посвящена исследованию диалектики как методологической основы современной науки и культуры. Впервые в советской литературе был представлен оригинальный вариант разработки диалектики как концепции самодвижения (саморазвития).

## Основные работы
Книги
- Вопросы методологии естественнонаучного и социального познания. Пермь, 1972 (редактор);
- Методология естественнонаучного и социального познания. Пермь, 1973 (редактор);
- Диалектико-материалистическая концепция самодвижения и её современные проблемы / Томский государственный университет; Под ред. В. П. Красавина. — Томск : Изд-во ТГУ, 1982 .— 200 с.
- Алехина Н. С., Кайдалов В. А. Курс лекций по логике: для студентов вузов — Пермь: Тип. ПВВКИУ, 1996. — 106 с.
- Кайдалов В. А., Железняк В. Н., Имакаев В. Р. Философия и педагогическая теория. — Пермь : Изд-во ПГТУ, 2005. — 272 с. — ISBN 5-88151-480-7
- Теория диалектического противоречия: фундаментальные и прикладные аспекты. Избранные труды / Пермский государственный технический университет; Прикамский социальный институ. — Пермь, 2007 .— 299 с. — (Docendo discimus / Избранные труды). — ISBN 5-94604-109-5

Статьи
- Проблема развития в микромире // Философия пограничных проблем науки / отв. ред. В. В. Орлов. Пермь, 1972;
- Диалектическое противоречие и проблема корпускуляр-но-волнового дуализма // Проблемы диалектики. Вып. 3. Л., 1973;
- Развитие как самодвижение и саморазвитие // Материалистическая диалектика под ред. Ф. В. Константинова и В. Г. Марахова. Т. 1. М., 1981. Гл. VII, 3;
- «Капитал» К.Маркса и проблема исследования противоречий микрообъекта в современной физике // Методология «Капитала» К.Маркса и современная наука. Л., 1984. Гл. 2. Р. III;
- Принцип тождества противоположностей и проблема гибкости понятий // Тождество противоположностей как методологическая проблема. Свердловск, 1987;
- Противоречие как источник самодвижения: механизм функционирования // Противоречие как источник развития. Л., 1988;
- О философско-категориальном анализе фундаментальных научных понятий // Философия и наука: единство, различие и тенденция развития. Казань, 1990;
- Технический объект и техническая реальность // Философия техники и инженерная деятельность. Пермь, 1992;
- Диалектическая культура мышления и принцип тождества противоположностей // Диалектическая культура мышления: история и современность. СПб., 1992;
- Современное инженерное мышление и проблема гуманитаризации инженерного образования // Новые идеи в философии: межвузовский сборник научных трудов / отв. ред. В. В. Орлов.— Пермь: ПГУ, 1996 .— Вып. 5 .— С. 150—154.